# Seberang Perai Selatan
Huyện Seberang Perai Selatan là một huyện thuộc bang Pulau Pinang của Malaysia. Huyện Seberang Perai Selatan có dân số thời điểm năm 2010 ước tính khoảng 165828 người.